# 世にも奇妙な物語 秋の特別編 (2023年)
『世にも奇妙な物語 秋の特別編』（よにもきみょうなものがたり あきのとくべつへん）は、2023年11月11日（土）21:00 - 23:10にフジテレビ系「土曜プレミアム」枠で放送された『世にも奇妙な物語』の特別編。

## 永遠のふたり

### あらすじ
二宮警部（江口洋介）は教授を殺害した犯人として疑いをかけられている助教授の坂本一（草彅剛）と教授の秘書の安藤リカ（大西礼芳）が立てこもっている研究室を警察特殊部隊と共に包囲していた。二宮警部はタイミングを見計らい特殊部隊に突入の指示を出す。それに気づいた坂本は、とあるボタンの前に立つ。意を決してボタンを押した後、二宮らが突入するも研究室はもぬけの殻。特殊部隊と共に捜索すると、1人が怯えた様子で部屋からやってくる。その部屋に向かうと、そこにはベッドの上に2体の白骨死体があった。

### 出演者
- 坂本一 - 草彅剛
- 安藤リカ - 大西礼芳[1]
- 三田隊長 - 姜暢雄[1]
- 白髪の老人 - モロ師岡[1]
- 二宮康孝 - 江口洋介[1]
- 山本教授 - 久田幸宏
- 隊員 - 村井崇記
- スーパーの店員 - 蓜島邦明

### スタッフ
- 脚本・演出 - 星護[1]

## 地獄で冤罪

### 出演者
- 山根航平 - 北村一輝[2]
- 三雲一郎 - 花江夏樹（声）[2]
- 長沼拓也 - 鈴之助
- 田島勲 - アキラ100%
- 三雲道夫 - 小須田康人
- 三雲妙子 - 舟木幸
- 内田 - 松田航輝
- 山根佳代 - 田山由起
- 山根千佳子 - 西村皐
- 店主 - 田中英樹
- アナウンサー - 佐々木恭子

### スタッフ
- 脚本 - 辻野正樹[2]
- 演出 - 松木創[2]

## トランジスタ技術の圧縮

### 出演者
- 梶原倫夫 - 溝端淳平[3]
- 坂田成実 - 阿部亮平[3]
- 実況 - 福澤朗[3]
- LEONを持った男 - パンツェッタ・ジローラモ
- 関山舞衣子 - 田村藍
- 関山利一 - 志賀圭二郎
- 審判 - 松本実

### スタッフ
- 原作 - 宮内悠介「トランジスタ技術の圧縮」（創元SF文庫『超動く家にて』より）[3]
- 圧縮協力 - 「トランジスタ技術」（CQ出版 刊）編集部[3]
- 脚本 - 相馬光[3]
- 演出 - 岩田和行[3]

## 走馬灯のセトリは考えておいて

### 出演者
- 小清水イノリ - 西野七瀬[4]
- 小清水明宏 - 利重剛[4]
- 柚崎碧 - 朝加真由美[4]（23歳時：松永有紗）
- 黄昏キエラ - 七海うらら[4]
- 杏 - 大平くるみ
- 田中 - 小林博
- 田中幸子 - 澤井孝子
- アシスタント - 中島智彦（声）

### スタッフ
- 原作 - 柴田勝家「走馬灯のセトリは考えておいて」（ハヤカワ文庫）[4]
- 脚本 - 嶋田うれ葉[4]
- 演出 - 岩田和行[4]

## ストーリーテラー

### 出演者
- 圧縮した男 - 水野良樹（いきものがかり）
- 選択に失敗した男 - もこう

### スタッフ
- 演出 - 髙丸雅隆、星護、岩田和行